# Усьва
У́сьва (устар. Усва) — река в Пермском крае, правый приток Чусовой. Протекает через Уральские горы мимо Усьвинских столбов и других живописных памятников природы. Популярный объект водного туризма (сплавы).
На языке коми-пермяков «Усьва» означает «падающая с шумом вода». Такое название река получила не случайно: на всем её протяжении много порогов и перекатов. Впрочем, с языка манси Усьва — «Узкая река», потому что она буквально прорезает горные массивы Урала.

## География
Начинается на западном склоне Главного уральского хребта у подножия горы Хариусная, течёт в южном направлении и впадает в Чусовую у города Чусового. Длина — 266 км, общая площадь водосбора — 6170 км², средняя высота водосбора — 390 м. Средний уклон — 1,4 м/км. Средний расход воды — 30,8 м³/с. Долина Усьвы извилистая. Берега крутые и скалистые, покрыты лесом.

## Основные притоки
Основные притоки (расстояние от устья):
- 4 км: Вильва (лв)
- 27 км: Селищня (лв.)
- 33 км: Бобровка (пр.)
- 38 км: Большая Утка (лв.)
- 40 км: Верхняя Селищная (Селищная) (лв.)
- 42 км: Супич (Большая Пальничная) (пр.)
- 50 км: Скопинка (пр.)
- 58 км: Берёзовка (Большая Берёзовка) (пр.)
- 64 км: Талица (Северная Талица) (пр.)
- 75 км: без названия (пр.)
- 82 км: Столбовка (лв.)
- 103 км: Брусляна (Бруснянка) (лв.)
- 147 км: Большая Татарка (лв.)
- 154 км: Большой Басег (лв.)
- 162 км: Малый Басег (лв.)
- 197 км: Порожная (лв.)
- 199 км: Перша (пр.)
- 200 км: Большая Хариусная (лв.)
- 206 км: Малая Хариусная (лв.)
- 215 км: Большая Язь (Большой Язь) (пр.)
- 220 км: Берёзовка (пр.)
- 225 км: Сурья (Большая Сурья) (пр.)

## Хозяйство и ихтиофауна

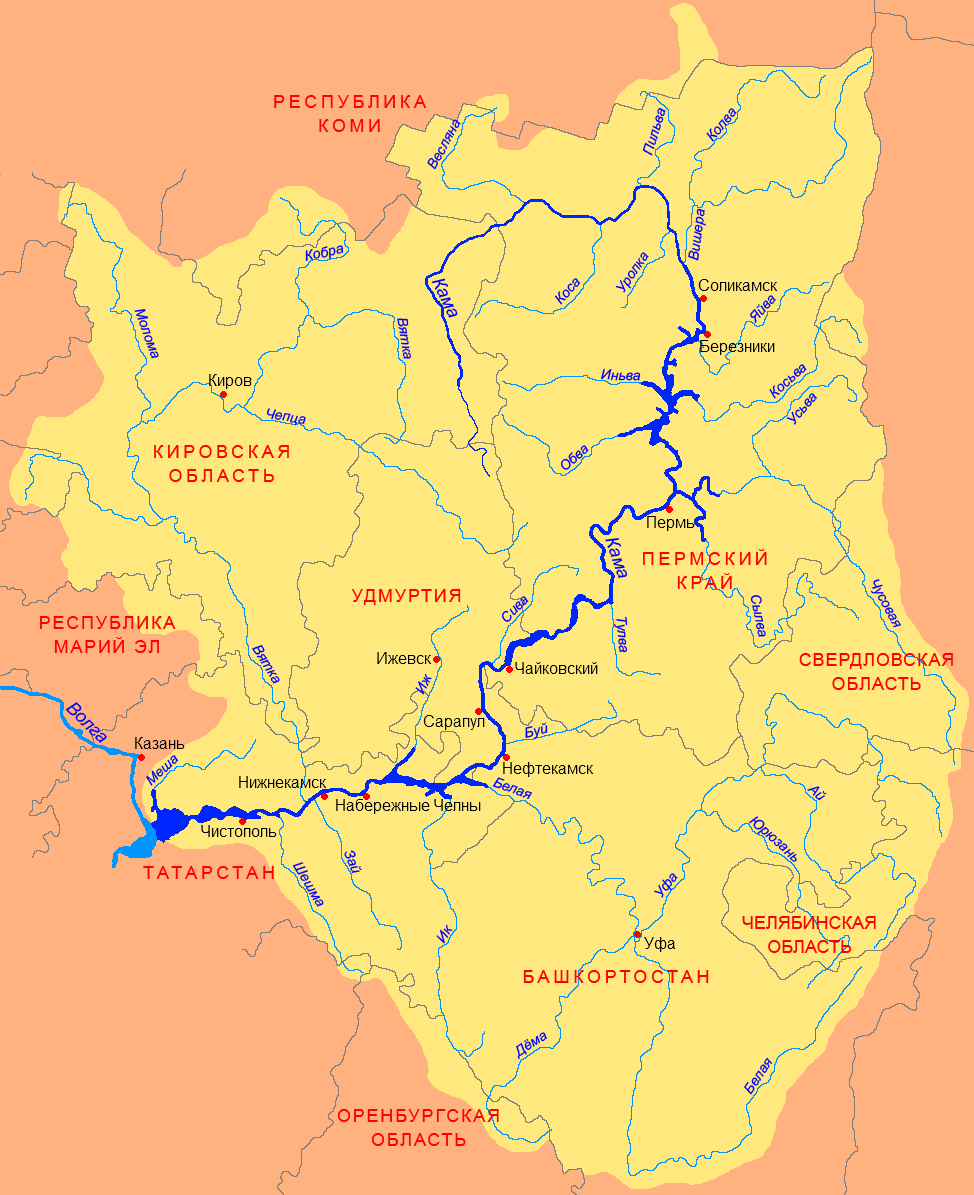
Бассейн Камы

На берегах Усьвы найдены железные руды и магнитный железняк. Река использовалась для сплава. Так, в 1899 году было отправлено 5 плотов общим весом 990 тысяч пудов (около 16 тысяч тонн).
В реке водятся хариус, таймень, язь, голавль, в нижней части — щука, окунь и другие породы рыб.

## Туризм
Река очень популярна среди любителей сплавов. Наилучшее время — с мая по сентябрь, хотя река начинает вскрываться от льда уже в конце апреля. Сплав по Усьве не сложен, но требует внимания, так как на всем протяжении реки насчитывается около 200 перекатов, кроме того, есть участки с порогами.
Первая серия порогов — Сухие пороги, начинается после впадения в Усьву речки Порожной. Их прохождение на плоту возможно только при высокой воде. Шумихинский порог будет сразу за устьем речки Нырок. Он не представляет какой-либо сложности. Ниже по течению, в черте посёлка Усьва есть Усьвинский порог, за которым тянется длинный перекат.
На берегах реки снимались некоторые сцены кинофильмов «Время первых» и «Географ глобус пропил».

## Памятники природы на берегах Усьвы
- Большое бревно
- Омутной камень
- Панорамная скала
- Столбы